# Girls & Boys (Prince)
Girls & Boys è un singolo del cantautore statunitense Prince e del gruppo The Revolution, pubblicato nel 1986 ed estratto dall'album Parade, colonna sonora del film Under the Cherry Moon.
Il singolo è stato distribuito esclusivamente in Europa.

## Tracce
- 7"

1. Girls & Boys
2. Under the Cherry Moon

## Classifiche

### Classifiche settimanali
| Classifica (1986) | Posizione massima |
| ----------------- | ----------------- |
| Belgio (Fiandre)  | 10                |
| Francia           | 27                |
| Germania          | 27                |
| Irlanda           | 4                 |
| Paesi Bassi       | 12                |
| Regno Unito       | 11                |

### Classifiche di fine anno
| Classifica (1986) | Posizione |
| ----------------- | --------- |
| Paesi Bassi       | 84        |